# مارکوس لیویوس دروسوس (اصلاح‌طلب)
مارکوس لیویوس دروسوس (انگلیسی: Marcus Livius Drusus; ح. 124 پیش از میلاد – ۹۱ پیش از میلاد) اهل روم باستان، یک سیاستمدار و اصلاح‌طلب رومی بود. شهرت او بیشتر به خاطر برنامه قانونگذاری خود در دوران ریاستش به عنوان تریبون مردم (تریبونوس پلبیس) در سال ۹۱ قبل از میلاد است. دروسوس در طول سال ریاست خود، اصلاحات قانونی گسترده‌ای از جمله پیشنهاد شهروندی به متحدان ایتالیایی روم را پیشنهاد کرد.
شکست این اصلاحات، و قتل متعاقب دروسوس به دست یک قاتل ناشناس در اواخر سال ۹۱ قبل از میلاد، اغلب به عنوان یک علت فوری جنگ اجتماعی (۹۱-۸۷ پیش از میلاد) در نظر گرفته می‌شود.